# Dan-Goulbi
Dan-Goulbi (auch: Dangoulbi, Dan Goulbi) ist eine Landgemeinde im Departement Dakoro in Niger.

## Geographie
Dan-Goulbi liegt am Übergang der Großlandschaft Sudan zur Sahelzone. Die Nachbargemeinden sind Ourno im Norden, Sabon-Machi im Osten, Guidan Roumdji im Süden und Bangui im Westen. Bei den Siedlungen im Gemeindegebiet handelt es sich um 61 Dörfer, 43 Weiler und 20 Lager. Der Hauptort der Landgemeinde ist das Dorf Dan-Goulbi. Es befindet sich am nördlichen Ufer des Trockentals Goulbin Kaba.

## Geschichte
Die Landgemeinde Dan-Goulbi ging 2002 bei einer landesweiten Verwaltungsreform aus dem südwestlichen Teil des Kantons Kornaka hervor.

## Bevölkerung
Bei der Volkszählung 2012 hatte die Landgemeinde 57.228 Einwohner, die in 6836 Haushalten lebten. Bei der Volkszählung 2001 betrug die Einwohnerzahl 31.918 in 4249 Haushalten.
Im Hauptort lebten bei der Volkszählung 2012 1707 Einwohner in 238 Haushalten, bei der Volkszählung 2001 823 in 110 Haushalten und bei der Volkszählung 1988 1004 in 134 Haushalten.
In ethnischer Hinsicht ist die Gemeinde ein Siedlungsgebiet von Azna, Gobirawa, Tuareg und Fulbe.

## Politik
Der Gemeinderat (conseil municipal) hat 17 gewählte Mitglieder. Mit den Kommunalwahlen 2020 sind die Sitze im Gemeinderat wie folgt verteilt: 7 PNDS-Tarayya, 6 ADEN-Karkara, 2 MNSD-Nassara, 1 CPR-Inganci und 1 PNA-Al’ouma.
Jeweils ein traditioneller Ortsvorsteher (chef traditionnel) steht an der Spitze von 57 Dörfern in der Gemeinde, darunter dem Hauptort.

## Wirtschaft und Infrastruktur
Die Gemeinde liegt überwiegend in einem Gebiet, in dem der Regenfeldbau vorherrscht. Im Westen beginnt die Zone der Bewässerungsfeldwirtschaft. In den 1980er Jahren wurde im Hauptort eine Getreidebank etabliert. Gesundheitszentren des Typs Centre de Santé Intégré (CSI) sind im Hauptort sowie in den Siedlungen Dan Dadi, Guidan Mayaki, Iskita und Sayé vorhanden. Der CEG Dan-Goulbi ist eine allgemein bildende Schule der Sekundarstufe des Typs Collège d’Enseignement Général (CEG). Beim Centre de Formation aux Métiers de Dan-Goulbi (CFM Dan-Goulbi) handelt es sich um ein Berufsausbildungszentrum.